# Orpinomyces
Orpinomyces is een geslacht van schimmels behorend tot de familie Orpinomycetaceae. De typesoort is Orpinomyces bovis.

## Soorten
Volgens Index Fungorum telt het geslacht twee soorten (peildatum april 2023):
| Soortnaam                | Auteur(s)                                  | Publicatiejaar |
| ------------------------ | ------------------------------------------ | -------------- |
| Orpinomyces bovis        | D.J.S. Barr, H. Kudo, Jakober & K.J. Cheng | 1989           |
| Orpinomyces intercalaris | Y.W. Ho                                    | 1994           |